# Combats de Plancenoit
 (janvier 2015).
Si vous disposez d'ouvrages ou d'articles de référence ou si vous connaissez des sites web de qualité traitant du thème abordé ici, merci de compléter l'article en donnant les références utiles à sa vérifiabilité et en les liant à la section « Notes et références ».

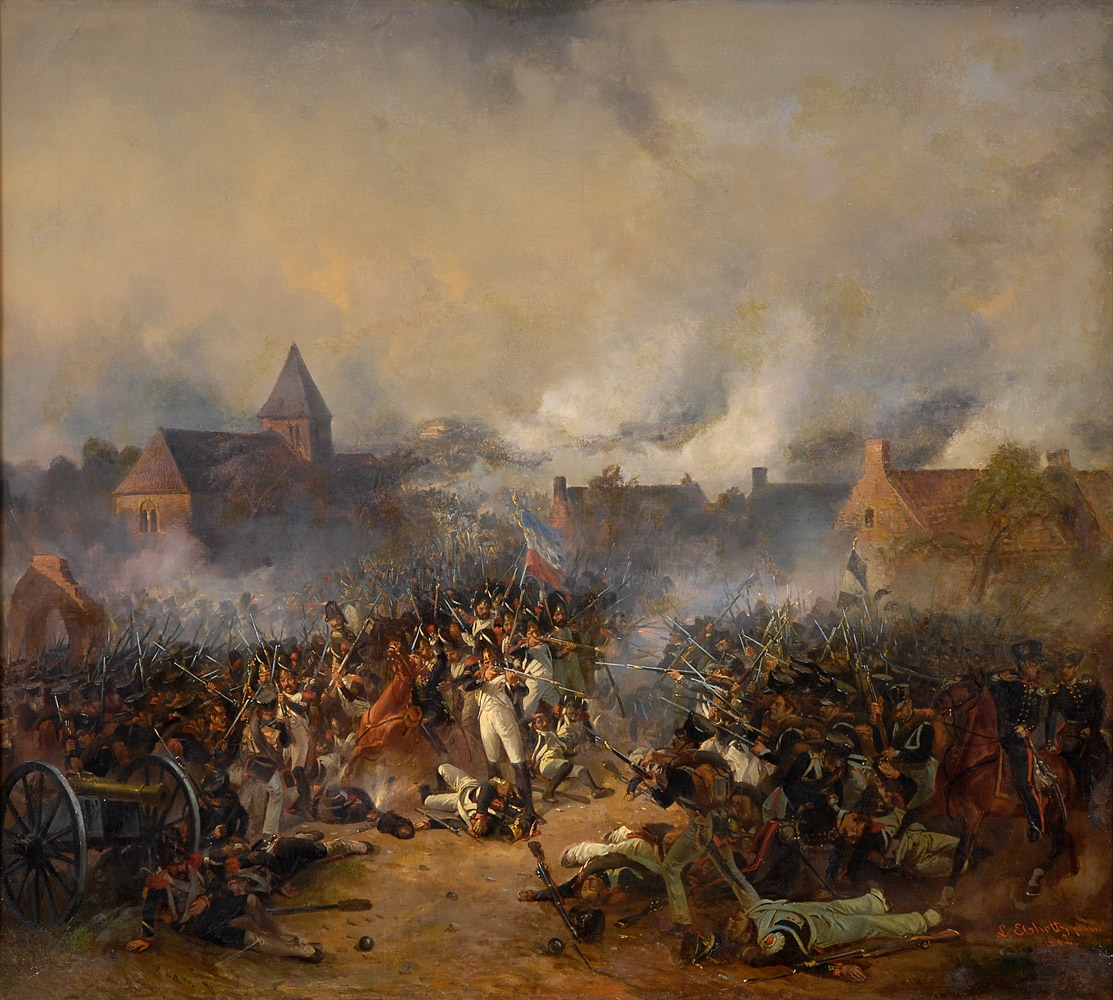
Assaut sur Plancenoit (Ludwig Elsholtz, 1843, huile sur toile).

Plancenoit a joué un rôle essentiel au cours de la bataille de Waterloo. Pris et repris à plusieurs reprises par les Prussiens et les Français, le village a été le théâtre de combats acharnés et terriblement sanglants. 
C'est également sur le territoire de cette ancienne commune que se trouve le monument de l'Aigle blessé, dédié aux morts français de la bataille et situé à l'endroit approximatif où le « dernier carré » de la Garde impériale aurait combattu.

## La « bataille » de Plancenoit
Lorsque l’aube du 18 juin 1815 se lève, la quarantaine de maisons de Plancenoit déborde littéralement de soldats français. C’est que la veille au soir, alors qu’ils ont combattu aux Quatre-Bras ou qu’ils ont marché des kilomètres, ces hommes, affamés – ils avaient depuis longtemps épuisé la ration de pain qu’ils avaient reçu le 15 au matin –, trempés – il pleuvait à seau depuis le 17 à 14 h 30 –, qui passaient par là ont vu dans ce petit village un abri d’autant plus providentiel que la population s’était enfuie dans les bois environnants. Le village est évacué dans le début de la matinée du 18. Jusque vers 18 h, Plancenoit ressemblera à un village abandonné au milieu de nulle part. 
Peu après 16 h, les Français aperçoivent les premiers cavaliers prussiens sortir du bois de Paris. Pendant ce temps, à couvert, la 15e brigade de Losthin s’était formée au nord du chemin de Plancenoit et la 16e (Hiller) au sud. Le tout est couvert par 32 pièces d’artillerie. L’axe principal de l’attaque prussienne est donc perpendiculaire au front principal français et est représenté par le chemin de Lasne à Plancenoit. C’est d’ailleurs le clocher de l’église de Plancenoit qui constitue le point de mire pour les soldats prussiens. Néanmoins, Blücher, toujours prudent, fait détacher trois bataillons sur sa droite afin de protéger son flanc droit (dans l’ordre les 2/18 R.I., 3/3 Landwehr Silésie et 1/18 R.I.). Ces unités prennent la direction du château de Fichermont et du hameau de Smohain. De même, à gauche, les 3/15 R.I. et 3/1 Landwehr de Silésie se dirigent vers la ferme Hannotelet. Les deux escadrons de von Falkenhausen sont toujours disposés dans la vallée de la Lasne vers Maransart. L’attaque du 4e corps est donc parfaitement protégée sur ses deux flancs.
L’intention de Blücher est claire : il s’agit de pousser jusqu’à la chaussée et de couper la retraite à l’ennemi. En même temps, en poussant quelques bataillons vers Smohain, il lui sera possible de tendre la main à Wellington. Il a souvent été question de savoir pourquoi les Prussiens étaient si tardivement intervenus sur le champ de bataille, retard parfois attribué à la méfiance de Gneisenau. Cependant, dès 13 h 30, lorsque la grande batterie se déchaîna, Gneisenau était fixé ; que, d’autre part, Gneisenau était encore à Wavre à ce moment, occupé à régler la marche des 2e et 3e corps ; que Blücher était avec Bülow et que c’est donc lui qui ordonna l’attaque du 4e corps, avant même qu’il soit entièrement réuni.
C’est aux difficultés du passage de la Lasne que Blücher attribue son retard (relatif). La plupart des sources prussiennes confirment ce point de vue. Müffling suggère même que l’on attendit les batteries de 12 pour engager franchement le combat. Les auteurs prussiens sont unanimes sur un point : leurs troupes n'ont pas attendu que le 4e corps soit au complet pour se lancer dans le combat et cela est dû au fait que Wellington semblait en grande difficulté. Damitz va même jusqu’à écrire : « les nombreux rapports que le feld-maréchal [Blücher] recevait du duc de Wellington montraient assez que celui-ci était à la dernière extrémité. Les forces de Napoléon se voyaient distinctement vers Belle-Alliance : à chaque instant elles pouvaient rompre la ligne ébranlée des Anglais ».
Trois batteries prussiennes ouvrirent le feu sur la cavalerie française à la limite de leur portée. Selon Müffling, ce tir avait plutôt pour but d’avertir Wellington que les Prussiens entraient dans la bagarre. Thurn und Taxis confirme. Si tel est bien le cas, l’effet fut complètement manqué. Dans son Memorandum de 1842, le duc précise que le premier avis qu’il reçut des mouvements de Blücher lui parvint à 18 h par un message arrivé de sa droite qui lui signalait qu’à ce moment, on apercevait dans le lointain, derrière la droite de l’ennemi, la fumée d’un tir d’artillerie qu’on supposait avoir lieu à Plancenoit. À 16 h 30 déferlaient alors sur la ligne alliée les grandes charges de cavalerie françaises et, dans la fumée et le vacarme de la bataille, de là où il se tenait, Wellington aurait été bien en peine d’apercevoir quoi que ce soit du côté de Plancenoit.

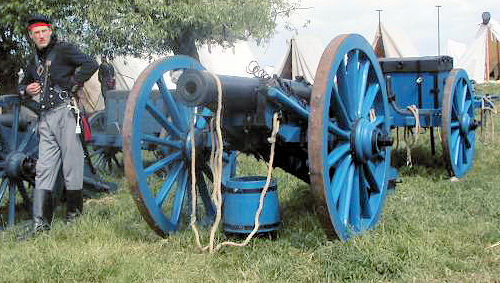
Canon prussien. Photo prise au « Bivouac napoléonien » de 2006.

Au tir d’artillerie prussien, le général français Domon fit avancer un de ses régiments de chasseurs dans l’intention manifeste de charger les batteries ennemies et, sans doute aussi, de laisser le temps au 6e corps de se déployer. À la vue de cette manœuvre, « le 2e hussards silésiens, le 2e de Landwehr de Neumark et les escadrons de la 16e brigade traversèrent les intervalles de l’infanterie et vinrent se former en bataille, les hussards à gauche du chemin, la Landwehr de Neumark à droite, les 2 escadrons silésiens en arrière. Cette masse de 10 escadrons refoula sans peine les 4 premiers escadrons de Domon, mais elle dut plier à son tour devant les 8 autres. ». Les cavaliers prussiens repassèrent derrière leur artillerie et leur infanterie. Domon, emporté par son élan, se trouva donc complètement à découvert et dut reculer face au feu d’enfer que dirigeaient contre eux les canons de Blücher et les fantassins de Losthin bien postés. Il passa en réserve, démasquant l’infanterie du 6e corps.
Malgré la faiblesse de son artillerie, le général Georges Mouton, comte de Lobau, le commandant du 6e corps, sut l’utiliser à bon escient et les artilleurs français eurent la satisfaction de mettre hors de combat la moitié de la 14e batterie du 1er lieutenant Hensel. Cependant, encouragées par la maigreur du feu d’artillerie français, les brigades Losthin et Hiller sortirent résolument du bois et marchèrent à l’ennemi. À son tour, Lobau, qui ne désirait pas subir le choc passivement, porta son corps en avant et repoussa brièvement l’ennemi. Il était 17 h 30. Cet incontestable succès n’eut pourtant aucun effet : voilà que du bois, surgissaient maintenant les 13e (von Hake) et 14e (von Ryssel) brigades. Toute la cavalerie du prince Guillaume suivait de près et deux batteries supplémentaires furent mises en œuvre. La résistance était presque impossible : Lobau alignait maintenant ses 6 500 hommes contre plus de 30 000 hommes du 4e corps prussien. Le général français parvint néanmoins à maintenir un front solide face aux attaques prussiennes.

### Tentative d’enroulement par le village: première prise de Plancenoit
Gneisenau, arrivé sur ces entrefaites, comprit – et en avisa Blücher – que s’obstiner à attaquer de front Lobau ne servait à rien et qu’il valait mieux essayer de le tourner à gauche (vers le sud). En conséquence, la 16e brigade (Hiller) appuya à gauche, directement appuyée par la 14e (von Ryssel). La 13e brigade (von Hake) vint prendre la place de la 16e à gauche de la 15e (Losthin). Deux bataillons de Hake furent détachés sur la droite et reprirent les extérieurs du château de Fichermont. Pendant ce temps-là, les huit batteries prussiennes (59 pièces) pilonnaient le corps de Lobau. Celui-ci, dont la position devenait intenable, commença à redouter sérieusement d’être enroulé par sa droite. Il recula calmement et son corps exécuta une manœuvre particulièrement difficile dans ces conditions. En effet, alors que jusqu’ici, chacune des deux divisions était en colonnes par division à distance de section, tout en reculant, elles se déployèrent de sorte à former la ligne sur trois rangs. Du nord au sud, le long de ce qui constitue aujourd’hui le chemin de Plancenoit et le chemin de Camuselle, était déployée la 20e division dans l’ordre suivant : le 2/107 R.I., le 1/107 R.I., le 2/10 R.I., le 1/10 R.I., le 2/5 léger, le 1/5 léger et le 2/84 R.I.. Un bataillon (le 1/84 R.I.) prit position dans le village de Plancenoit, près de l’église, tandis qu’autour, les 2/27 R.I., 1/27 R.I., 1/11 R.I., 1/5 R.I., et 2/5 R.I., se postaient le long des haies ou des murs, y cherchant une forte position défensive. En deuxième ligne, dans le village, se trouvaient les 2/11 R.I. et 3/11 R.I. Ainsi le village était-il défendu par l’équivalent d’une brigade. Tout cela se fit sous le feu des batteries prussiennes qui avançaient progressivement.

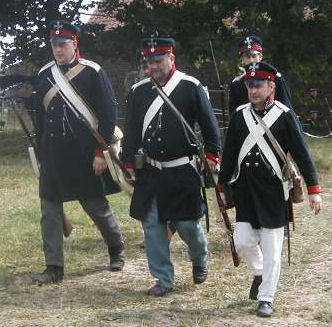
Éléments de la Landwehr prussienne (juin 2005).

Plancenoit n'était pas une position propice à la défense, constituant, selon l’expression consacrée, un « nid à obus » qui fut la cible des batteries prussiennes. Vers 18 h, les Prussiens passèrent à l’attaque générale. Au nord, le long des chemins, la division Losthin précédée d’une nuée de tirailleurs monta à l’assaut de la 20e division qui tint assez bien sa position mais qui commença à céder lentement le terrain. C’est sur le village que s’exerça la pression principale des Prussiens : en première ligne, par la division Hiller soutenue par la division Ryssel. En peu de temps, malgré une résistance acharnée, le village tomba aux mains des Prussiens qui s’y retranchèrent. Ils étaient dès lors à même de menacer la ligne de retraite de l’armée française et des boulets prussiens tombaient déjà sur la chaussée de Bruxelles où était stationnée l’ultime réserve, la Garde. Napoléon fit donc appeler le général Duhesme et lui donna l’ordre de reprendre le village.

### La Jeune Garde reprend Plancenoit
Le général Duhesme reçoit donc, peu après 18 h, de la bouche de l’Empereur lui-même, l’ordre de reprendre le village de Plancenoit.
Entre 18 h 30 et 18 h 45, s’ébranle donc la Jeune Garde qui était jusque-là stationnée le long de la chaussée. Elle marche le long de ce nous nommons maintenant la rue du Champ de Bataille et la rue de la Bâchée. En tête marchent les 2e et 1er bataillons du 1er tirailleurs puis les 1er et 2e bataillons du 1er voltigeurs, les 1er et 2e bataillons du 3e tirailleurs, les 1er et 2e bataillons du 3e voltigeurs. Bien que cet assaut soit peu documenté, il semble que le 1/1 tirailleurs se dirigea vers le nord du village et le 2/1 tirailleurs vers le sud. Le reste, soutenu ou précédé par les 27e, 11e et 5e de ligne, s’engouffra dans le village dont ils chassèrent les Prussiens sans grosse difficulté. Après avoir reculé, la 16e brigade prussienne fut reformée et renforcée par le général von Hiller. Trois colonnes de 2 bataillons chacune furent constituées ; à droite, les 1/15 R.I. et 2/15 R.I. (major Wittig) ; au centre, les 1/1 Silésiens et 2/1 Silésiens (major Fischer) ; à gauche les 1/2 Silésiens et 2/2 Silésiens (Lt-col Blandowsky), soutenus en deuxième ligne par 2 bataillons de la 14e brigade (1/2 R.I. et 1/1 Poméraniens). Cependant, au nord, la 13e brigade (Hake) vint soutenir la 15e (Losthin), toujours aux prises avec le gros de Lobau.
Les tirailleurs et voltigeurs de la Garde s’étaient retranchés à leur tour dans le village et dans le cimetière et accueillirent ce nouvel assaut avec vigueur, soutenus par quelques pièces d’artillerie.

### Les Prussiens s’emparent de Plancenoit pour la deuxième fois
Les Prussiens, à la tête desquels Gneisenau était venu se mettre personnellement, ne se laissent pas arrêter, reprennent pied dans le cimetière et continuent leur progression dans le village où ils prennent deux canons et un obusier à l’ennemi. Mais les Français se sont barricadés dans les maisons d’où ils tirent à bout portant sur les Prussiens mal protégés. La situation devient très vite impossible à gérer et les Prussiens se retirent lentement. Mais ils se reforment aussitôt, se voient renforcés par le 2/2 R.I. et le 2/1 Poméraniens, repartent à l’assaut et reprennent la plus grosse partie du village. D’après le général Pelet, qui, avec la Vieille Garde, se trouvait non loin de la chaussée, la Jeune Garde « était poussée, et les hommes filaient sur les derrières », autrement dit, prenaient la fuite. Pelet, de sa propre initiative, envoya 50 hommes vers les premières maisons de Plancenoit qui, en venant de la chaussée, étaient assez éloignées du village et bien séparées, pour arrêter les fuyards, mais ils n’arrivèrent sans doute pas à le faire complètement, puisque Pelet dut envoyer un second détachement qu’il dut placer lui-même.

### Intervention de la Vieille Garde
Cependant, vers 19 h 15, lorsqu’il aperçoit que le village est sur le point de retomber aux mains de l’ennemi, Napoléon ordonne au général Pelet de prendre la tête du 1er bataillon du 2e chasseurs de la Garde et du 1er bataillon du 2e grenadiers de la Garde et d’aller donner un coup de main à la Jeune Garde et aux bataillons de ligne pour s’assurer solidement du village. Le fait que l’Empereur n’hésite pas à engager deux bataillons de sa Vieille Garde en dit long sur l’importance qu’il accordait à la possession du village.
Le général Morand, commandant des chasseurs de la Garde — à moins que ce ne soit l’Empereur lui-même — ordonna au général Pelet : « Allez avec votre 1er bataillon à Plancenoit, où la jeune garde est toute renversée. Soutenez-la. Tenez vos troupes réunies et en main ; si vous abordez l’ennemi, que ce soit avec une seule division (deux compagnies) et à la baïonnette. »
Au pas de charge, les grenadiers du 1er bataillon (Golzio) du 2e régiment de grenadiers de la Garde nettoyèrent le village de tout ennemi et continuèrent à pourchasser les Prussiens à plus de 500 mètres au-delà, jusqu’aux batteries prussiennes, un moment abandonnées. Cependant, cette masse, désorganisée par sa charge même, se vit à son tour charger par des hussards silésiens qui refoulèrent les grenadiers. À leur tour, ces hussards furent chargés par les lanciers de Subervie, bientôt appuyés par plusieurs escadrons de Domon, eux-mêmes bientôt chargés par le régiment de hussards prussiens no 8. Mais le village de Plancenoit était repris par les Français.
C’est à ce moment que Napoléon, rassuré sur sa droite, et qui venait d’apprendre la prise de la Haye-Sainte, crut qu’il était temps de donner le coup définitif aux Anglo-Hollandais et mit en branle la charge de la Garde impériale sur le centre-droit de Wellington.

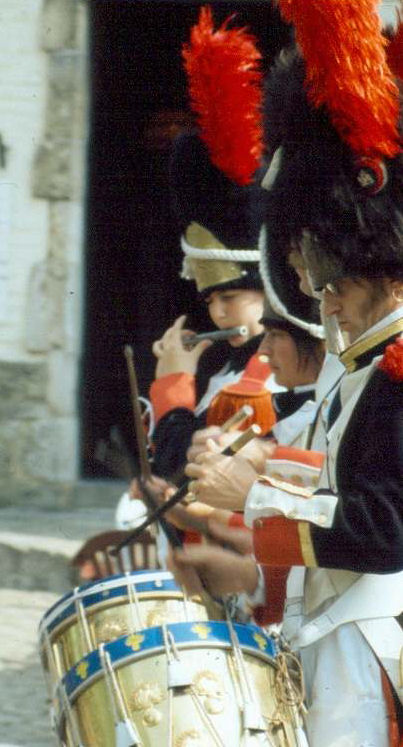
Fifre et tambours de la Vieille Garde, lors d'une reconstitution des combats en juin 2006.

Cependant, les artilleurs prussiens reprirent leurs postes et accablèrent le village de Plancenoit sous un feu nourri. Les 14e et 16e brigades prussiennes qui avaient pris le village puis qui l’avaient reperdu étaient épuisées et mirent du temps pour se reformer. Pendant ce temps, les 13e et 15e brigades se heurtaient toujours à la résistance acharnée du corps de Lobau. La cavalerie du prince Guillaume de Prusse s’était chargée de remplir le vide laissé entre les deux ailes du 4e corps, mais il était dans la plus inconfortable des positions, bombardé par l’artillerie française qui lui causa d’importants dégâts. À 19 h donc, aux dires de Gneisenau, la bataille était indécise, car à ce moment, les Prussiens étaient bloqués devant Plancenoit et la ligne anglaise faisait entendre de sinistres craquements.

### Chute définitive de Plancenoit
Vers 20 h, une colonne d’assaut prussienne monte vers le village. Le 2e régiment poméranien est en tête de colonne et se dirige vers l’église. Il se heurte au mur du cimetière que les Français ont garni de tirailleurs ainsi d’ailleurs que les fenêtres des maisons environnantes. En face d’eux, les granges et les étables de la ferme Cuvelier dissimulent la réserve française derrière des volutes de fumée, mais, par le fait même, empêche leur intervention.
Les Prussiens, vu les importantes pertes subies devant l’église, réalisent que cette attaque frontale n’est pas la bonne méthode. Il s’ensuit que le major Witzleben bifurque à gauche, avec le 25e R.I., rejoint les tirailleurs qui occupaient le bois de Virère et prend la rue La Haut. Le major Keller, avec les deux bataillons – les 1/15 R.I. et 1/1 Silésiens – avait longé la Lasne et vint appuyer le major Witzleben. Après un combat acharné, ces deux groupements nettoient le sud du village et sont en mesure de remonter vers la place par deux petites ruelles, dont l’une porte aujourd’hui le pittoresque nom de rue al’ Gatte. Dès lors, la place et le cimetière sont pris entre deux feux. Aerts écrit qu’un bataillon de la Jeune Garde se fit massacrer dans le cimetière. Il semble pourtant que ce soit le 1er bataillon du 2e chasseurs de la Vieille Garde qui ait été le dernier à quitter le cimetière, non sans y subir des pertes très sévères.
Dès lors, les Français, toute cohérence oubliée, évacuèrent le village vers 20 h 30 et furent pris dans la déroute générale comme dans un engrenage.

### Bilans
Ainsi donc, pour prendre Plancenoit, ce furent quelque 35 000 Prussiens qui furent engagés tandis que l’aile droite française compta au plus 13 000 hommes. En d’autres termes, 43 bataillons prussiens furent opposés à 25 bataillons français. Adkin, parlant des combats de Plancenoit écrit que, du fait que ce combat rapproché s’est situé dans des espaces construits, « la bataille absorba des troupes comme une éponge absorbe l’eau ». Ce type de combat urbain ne permettait pas aux Prussiens d’utiliser leurs forces d’un coup, mais seulement par petits paquets, ce qui rendait la défense du village d’autant plus aisée qu’il était possible de se poster derrière les murs et les haies. C’est l’utilisation massive et successive de troupes fraîches opposée à des défenseurs toujours un peu plus fatigués qui permit finalement aux Prussiens de l’emporter.
Les pertes humaines furent considérables. Il est impossible d’avoir un décompte exact des morts et des blessés du côté français. Les seuls chiffres que l’on puisse utiliser s’obtiennent en soustrayant de l’effectif au début de la campagne, celui donné par les revues de troupes faites entre les 23 et 26 juin.
Tenant compte des désertions survenues après le 18 juin, on peut donc évaluer les pertes françaises à Plancenoit à environ 6 000 tués, blessés ou disparus. Gravement blessé à la tête durant cette journée, le général Duhesme fut fait prisonnier par les Prussiens et transporté dans une maison de Genappe où il expira.
Du côté prussien, les statistiques sont plus précises. La 5e brigade (Tippelskirch), la dernière à être intervenue dans la bataille, ne perdit que 350 hommes ; la 13e brigade (Hake) perdit 1 000 hommes ; la 14e (Ryssel), 1 400 hommes ; la 15e (Losthin), 1 800 hommes ; la 16e (Hiller) 1 800 hommes. Soit un total de 6 350 hommes. Le nombre total de Prussiens impliqués dans le combat de Plancenoit étant d’environ 30 000 hommes, cela nous donne 21 % de pertes.

## L'Aigle blessé

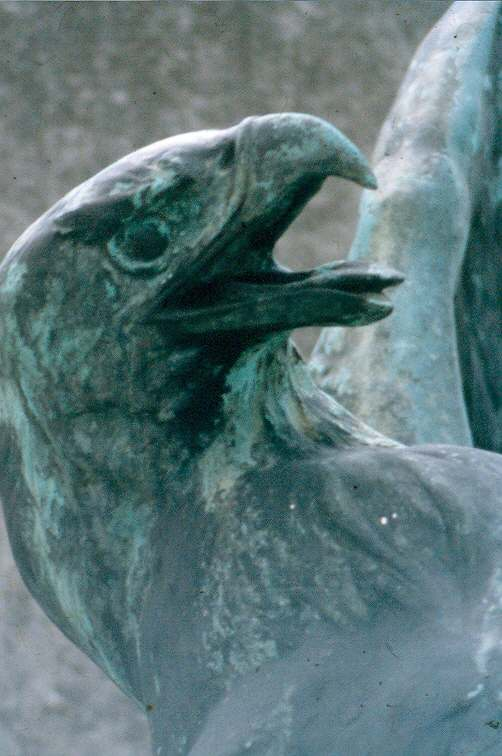
L'Aigle blessé de Gérôme (détail).

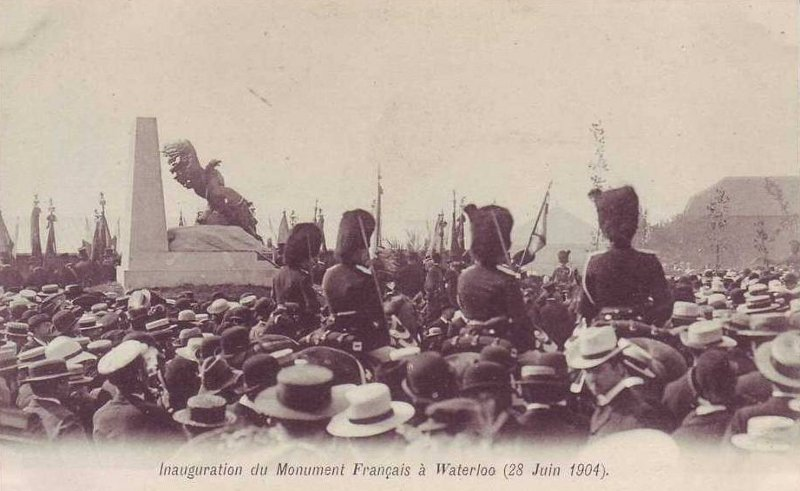
Inauguration du monument en 1904.

Ce monument, situé sur le territoire de Plancenoit, au croisement de la chaussée de Charleroi et du chemin de Plancenoit, à quelques centaines de mètres au sud de la Belle-Alliance, représente un aigle blessé, levant une aile percée par la mitraille, tenant dans une serre un drapeau, l’autre dressée dans un mouvement de défense autant que de défi. Cette sculpture est due à Jean-Léon Gérôme qui mourut quelques mois avant l’inauguration du monument.
L’initiative de l’érection de ce mémorial est due à l’historien Henry Houssaye qui rallia à son idée le comte Albert de Mauroy et Gustave Larronet. Les trois hommes commencèrent par acheter un petit terrain de 100 m2, qu’ils offrirent à la société militaire La Sabretache, laquelle ouvrit une souscription en vue d’ériger le monument. Jusque-là, aucun monument n’avait célébré la mémoire des combattants français de 1815. L’érection et l’inauguration du mémorial suscita un fort engouement. Une foule de plus de 100 000 spectateurs assista, le 28 juin 1904, au dévoilement du monument. Pour l’occasion, les stations de chemin de fer bruxelloises délivrèrent 57 000 tickets. Jamais autant de monde n’avait été réuni sur le champ de bataille depuis le 18 juin 1815, contrastant avec l’inauguration discrète de la butte du Lion en 1826.
Dans la matinée, par beau temps, la foule se pressa dans l'église Sainte-Catherine de Plancenoit pour assister à une messe de Requiem chantée en l’honneur des morts français de la bataille de Waterloo. À 14 h 00, les trains spéciaux occupés par les personnalités quittèrent la gare du Midi pour rallier la gare de Braine-l'Alleud, où les dignitaires montèrent dans le tramway vicinal pour rejoindre le carrefour de Mont-Saint-Jean. Là, ils changèrent pour prendre un autre vicinal en direction de Plancenoit. À la Belle-Alliance, les invités se formèrent en cortège, précédé d’un détachement de la Gendarmerie en grand uniforme et d’un orchestre militaire. On remarquait dans l’assistance le représentant du roi Léopold II, le général Bruylant, le ministre de France à Bruxelles, M. Gérard, Henry Houssaye et le célèbre peintre de batailles, Édouard Detaille. Les enfants des écoles étaient nombreux, brandissant des petits drapeaux belges et français. Autour du monument s’étaient rassemblés des descendants de combattants de 1815. Il y avait là, entre autres, le petit-fils du comte de Lobau, qui tint à déposer l’épée de son grand-père au pied du monument, le baron Durutte et deux descendants du général Duhesme.
Au premier rang, une petite dame âgée attirait les regards. Il s’agissait de Mme Thérèse Dupuis, âgée de 103 ans, qui, à l’âge de 13 ans, avait assisté au passage dans l’un et l’autre sens des troupes de Napoléon. La vieille dame, quoique particulièrement fêtée par les autorités officielles, mais vaincue par la fatigue et l’émotion, ne put assister à l’entièreté de la cérémonie et se retira discrètement.
L’orchestre militaire interpréta plusieurs marches de l’époque impériale puis Édouard Detaille prit la parole. Le monument fut alors dévoilé et Henry Houssaye lut un discours. L’ « Aigle blessé », alors qu’il n’était encore qu’un projet, suscita les plus vives polémiques. On reprocha à Houssaye de vouloir célébrer une bataille où la France avait été vaincue, mais l’historien répondit qu’il ne s’agissait pas de rappeler une bataille qui avait été une défaite mais le sacrifice des héros qui avaient donné leur vie pour la patrie.
Après la Première Guerre mondiale, les mouvements wallingants entreprirent de venir chaque année déposer une gerbe au pied du monument. La première de ces manifestations eut lieu en 1928 et réunit quatorze personnes. Les pèlerinages à Waterloo revêtirent une importance de plus en plus grande quand, à la fin de l'entre-deux-guerres, la Belgique choisit de rompre l'alliance avec la France au bénéfice d'une politique dite des mains libres ou de neutralité qui est à l'origine de la Question royale. En 1937 par exemple, Georges Truffaut prenant la parole au pèlerinage de Waterloo, combattit l’amnistie. Il dénonça aussi la minorisation des Wallons au Parlement belge et les visées impérialistes flamandes sur les communes francophones de la frontière linguistique. Enfin, c’est avec véhémence que Truffaut dénonça la politique de neutralité pratiquée par le gouvernement.
La tradition veut que c'est à cet endroit que le 18 juin 1940 ait été fondé le mouvement de résistance Wallonie libre.
En 1990, une plaque fut scellée au pied de l’ « Aigle blessé », dédiée : « À tous les officiers, sous-officiers et soldats de l’escadron polonais tombés à Mont-Saint-Jean le 18 juin 1815 ».

## Autres monuments et souvenirs

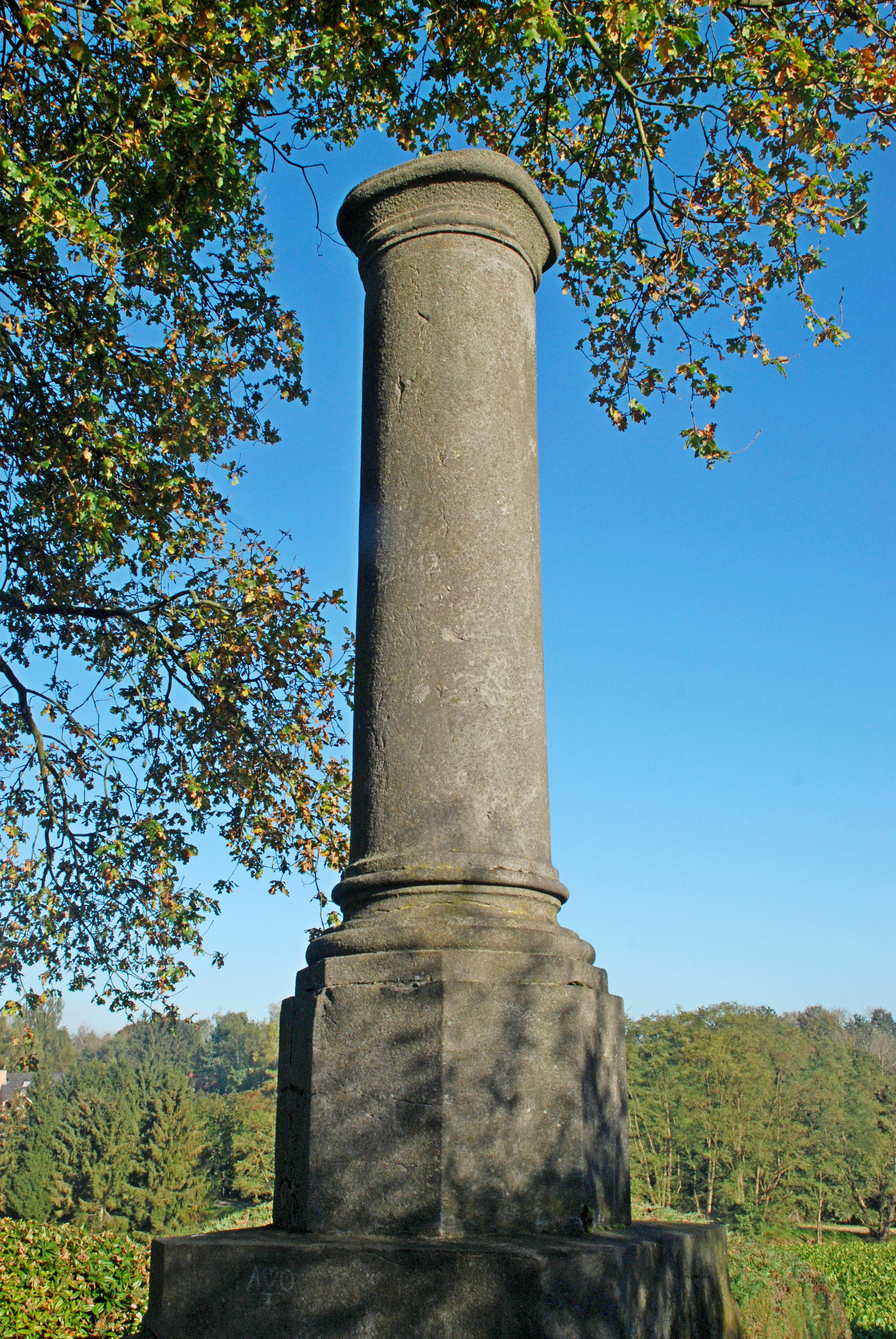
Monument au comte von Schwerin

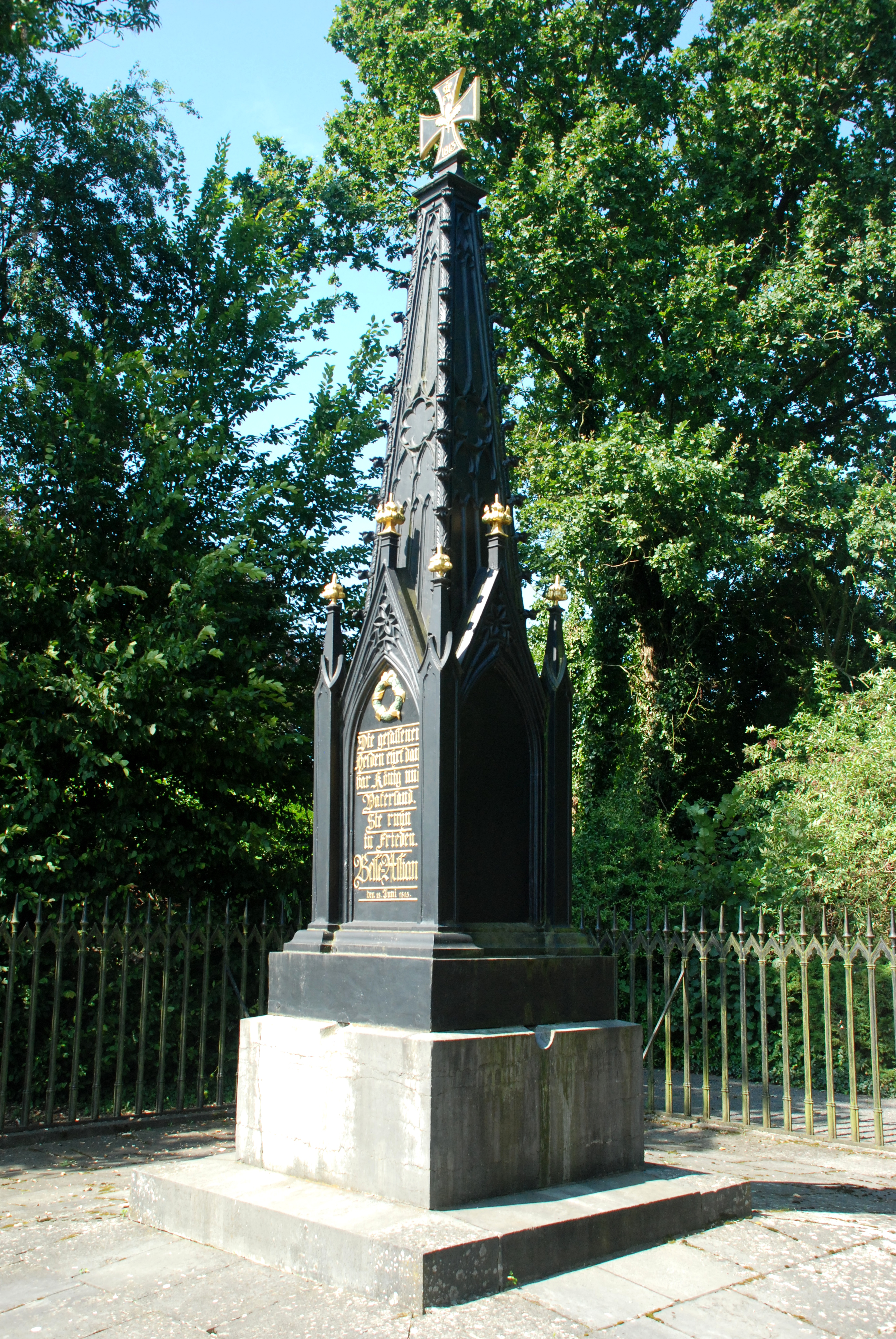
Monument prussien

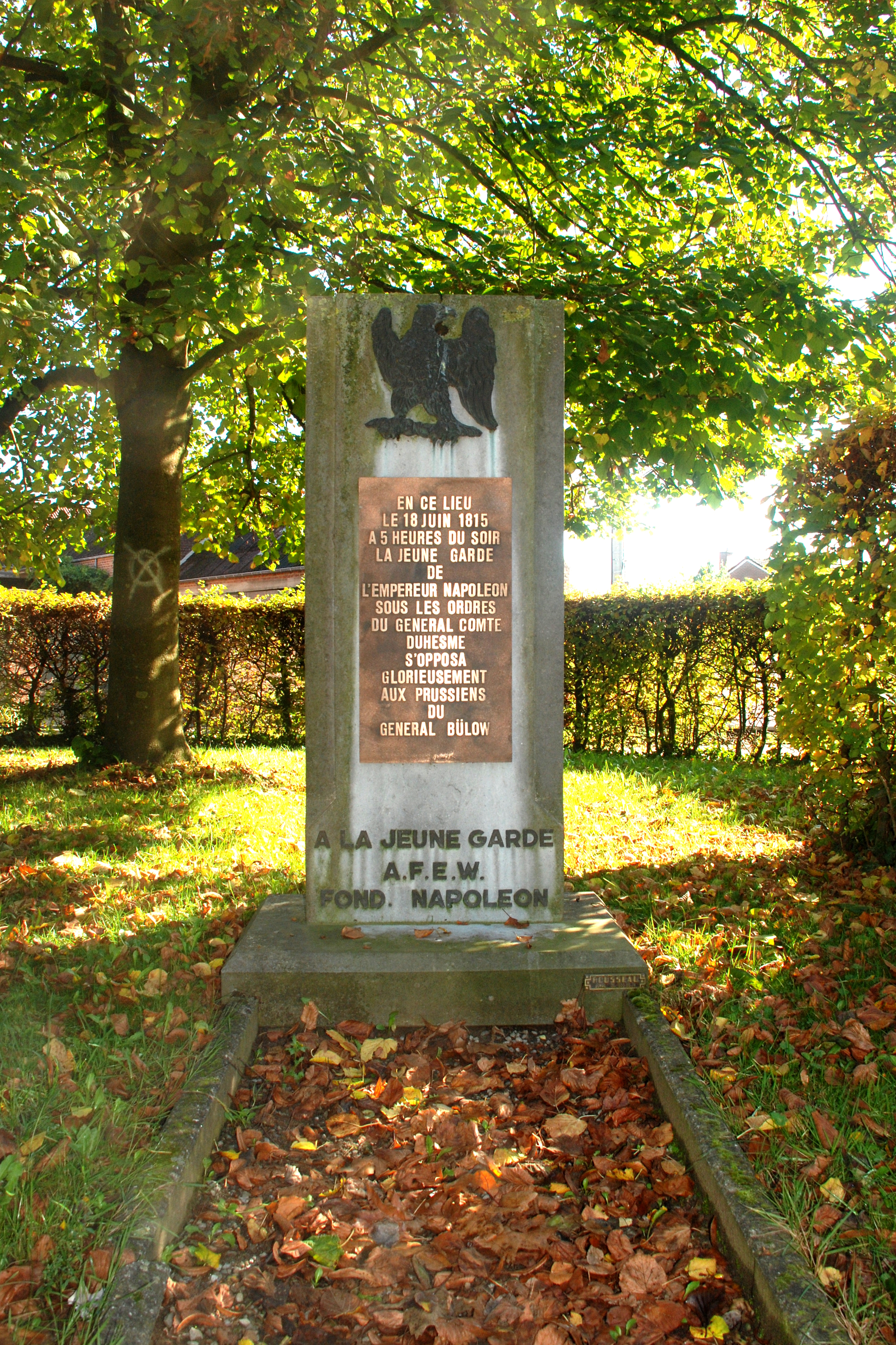
Stèle à la Jeune Garde

Église Sainte-Catherine de Plancenoit

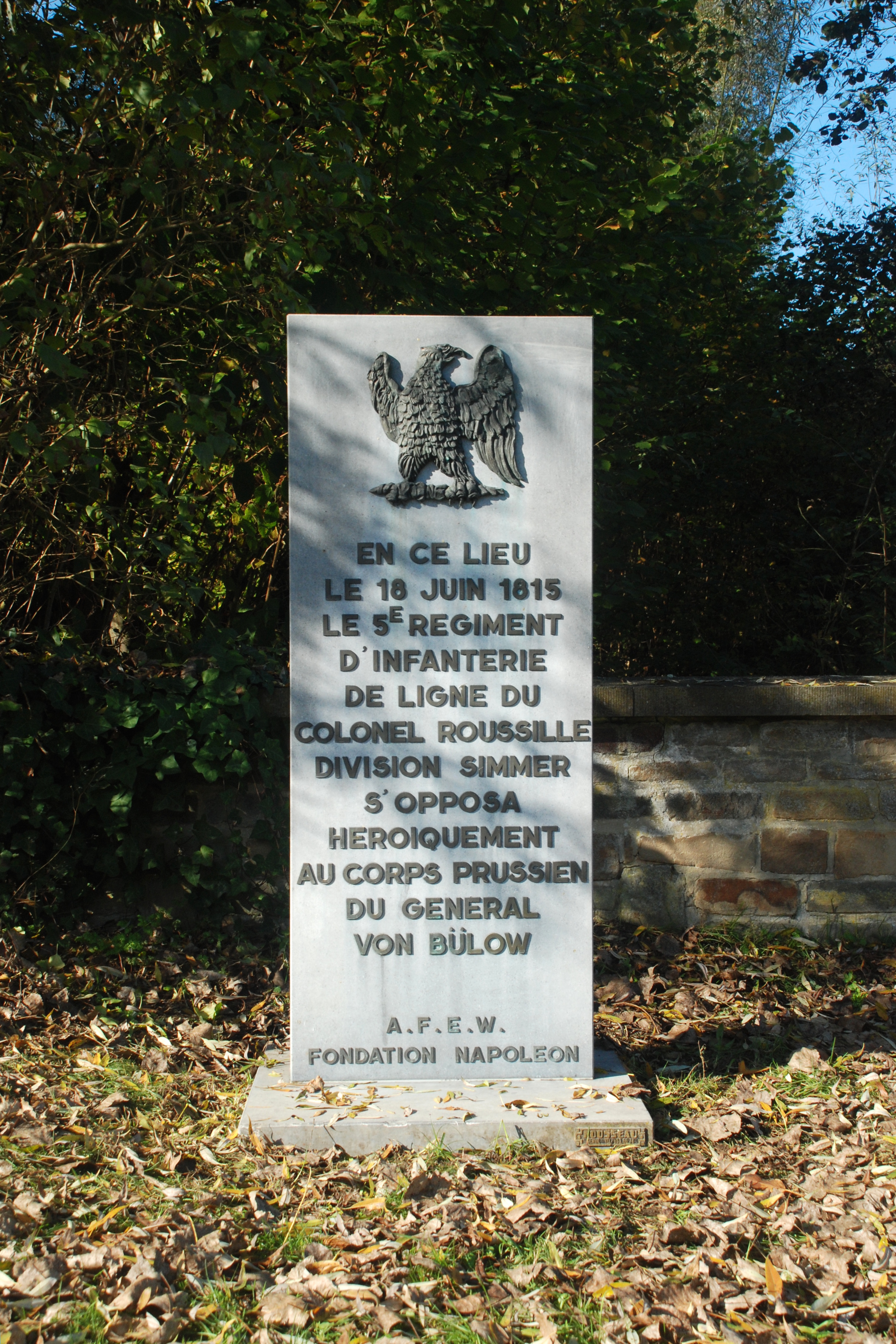
Stèle au 5e régiment d'infanterie de ligne

Le long de l'itinéraire emprunté par les troupes prussiennes se trouvent :
- le monument au comte von Schwerin. Il se compose d’un soubassement cubique, sur lequel est posée une colonne à base octogonale. L’inscription porte : Wilhelm, Graf von Schwerin, Koenigh Preus Obrist und Ritter. Gefallen, dem Siege am Juni 1815, In des fremde fûr die Heimath. ; traduisible par « Guillaume, comte de Schwerin, colonel du roi de Prusse et chevalier. Tombé lors de la victoire de 1815, à l’étranger pour la Patrie. » La comtesse von Schwerin, qui est à l’origine de l’érection de ce monument, pour entretenir la mémoire de son mari, faisait annuellement don au curé de Lasne d’une somme de 100 florins pour ses œuvres. Elle fit également don de deux cloches à l’église paroissiale.

Dans ce qui reste du Bois Paris, il est possible d'apercevoir :
- le monument prussien, un peu dissimulé par des arbres sur sa droite. Construit dès 1819, ce monument est l’œuvre de l’architecte Schinkel. Il s’agit d’une flèche gothique de fer posé sur un soubassement de pierre. Au sommet, une croix rappelant la décoration de la Croix de Fer instituée en 1813 par le roi Frédéric-Guillaume III. Une inscription en lettres gothiques dorée porte Die gefallenen / Helden ehrt dankbar König und / Vaterland. / Sie ruhn in Frieden. / Belle Alliance / den 18. Juni 1815. ; « Aux héros tombés, le Roi et la Patrie reconnaissants. Ils reposent en paix. Belle-Alliance, 18 juin 1815. ».

En novembre 1832, les soldats français en route pour Anvers s’en prirent au monument, arrachant la croix de fer qui le surmonte. Le maréchal Gérard, qui avait commandé le 4e corps d’armée en 1815 et qui s’était confronté aux Prussiens à Wavre, fit cesser ce vandalisme et fit rétablir la croix sur le monument. Un peu plus tard, une grille en fer forgé fut établie autour du monument, dans l’espoir d’éviter de telles déprédations.
Le monument prussien fut restauré en 1944 puis en 1965, à l’occasion du 150e anniversaire de la bataille.
- Non loin de là, sur la droite, au milieu d’un petit terre-plein au carrefour des chemins du Lanternier et de Camuselle, se dresse la stèle à la Jeune Garde : « EN CE LIEU / LE 18 JUIN 1815 / A 5 HEURES DU SOIR / LA JEUNE GARDE / DE / L’EMPEREUR / SOUS LES ORDRES / DU GENERAL COMTE / DUHESME / S’OPPOSA GLORIEUSEMENT / AUX PRUSSIENS / DU / GENERAL BÜLOW. »

L’église Sainte-Catherine de Plancenoit comporte également un certain nombre de plaques et monuments commémoratifs :
- Sur sa façade, à gauche, la plaque dédiée au lieutenant Louis : « AU LIEUTENANT M. LOUIS / 3E TIRAILLEURS DE LA GARDE / NE A JODOIGNE LE 3. 4. 1787 / TOMBE A PLANCENOIT LE 18. 6. 1815 / FOND. NAPOLEON / A.F.E.W. » D’après le général Couvreur, Médard-Joseph Louis fit campagne avec Napoléon de 1808 à 1815 et, pour être précis, ne tomba pas à l’ennemi le 18 juin 1815, mais fut porté disparu.

- À droite du portail, une autre plaque : « DANS CE VILLAGE / DE PLANCENOIT / S’EST ILLUSTREE LE 18 JUIN 1815 / LA JEUNE GARDE DE L’EMPEREUR / NAPOLEON / COMMANDEE PAR / LE GENERAL COMTE DUHESME / QUI Y FUT MORTELLEMENT BLESSE / SOCIETE BELGE D’ÉTUDES NAPOLEONIENNES / 1965 »

- Sur un autre mur de l’église se trouve encore une plaque : « EN CES LIEUX, LE 18 JUIN 1815 / LES 1E ET 2E COMPAGNIES DU 8E REGIMENT D’ARTILLERIE A PIED / DU COLONEL CARON / ONT APPUYE DE LEURS FEUX EFFICACES LE 6E CORPS D’ARMEE FRANÇAIS. » La première compagnie appartenait à la 19e division Simmer et était placée sous le commandement du capitaine Parisot, tandis que la 2e compagnie, sous le capitaine Paquet, appartenait à la 20e division Jeanin. Ces deux batteries étaient composées chacune de 6 canons de 6 livres et deux obusiers de 5, 5 pouces.

- À l’intérieur de l’église, à gauche, à côté de l’autel de la Vierge, une autre plaque, bien plus ancienne, porte l’inscription : « A LA MEMOIRE DE / JQUES CLES ADRE TATTET / LIEUTENANT D’ARTILLERIE DE LA / VIEILLE GARDE / MEMBRE DE LA LEGION D’HONNEUR / TUE AU DEBUT DE LA BATAILLE / DU 18 JUIN 1815 / A L’AGE DE 22 ANS ».

Non loin du croisement de la rue du Mouton avec la rue Là Haut, une stèle frappée de l’aigle impérial est visible :
- la stèle au 5e régiment d'infanterie de ligne : « EN CE LIEU / LE 18 JUIN 1815 / LE 5E REGIMENT / DE LIGNE DU / COLONEL ROUS-SILLE / DIVISION SIMMER / S’OPPOSA HEROÏQUEMENT / AU CORPS PRUSSIEN / DU GENERAL / VON BÜLOW / A.F.E.W./ FONDATION NAPOLEON. ».